# Legislatives Theater

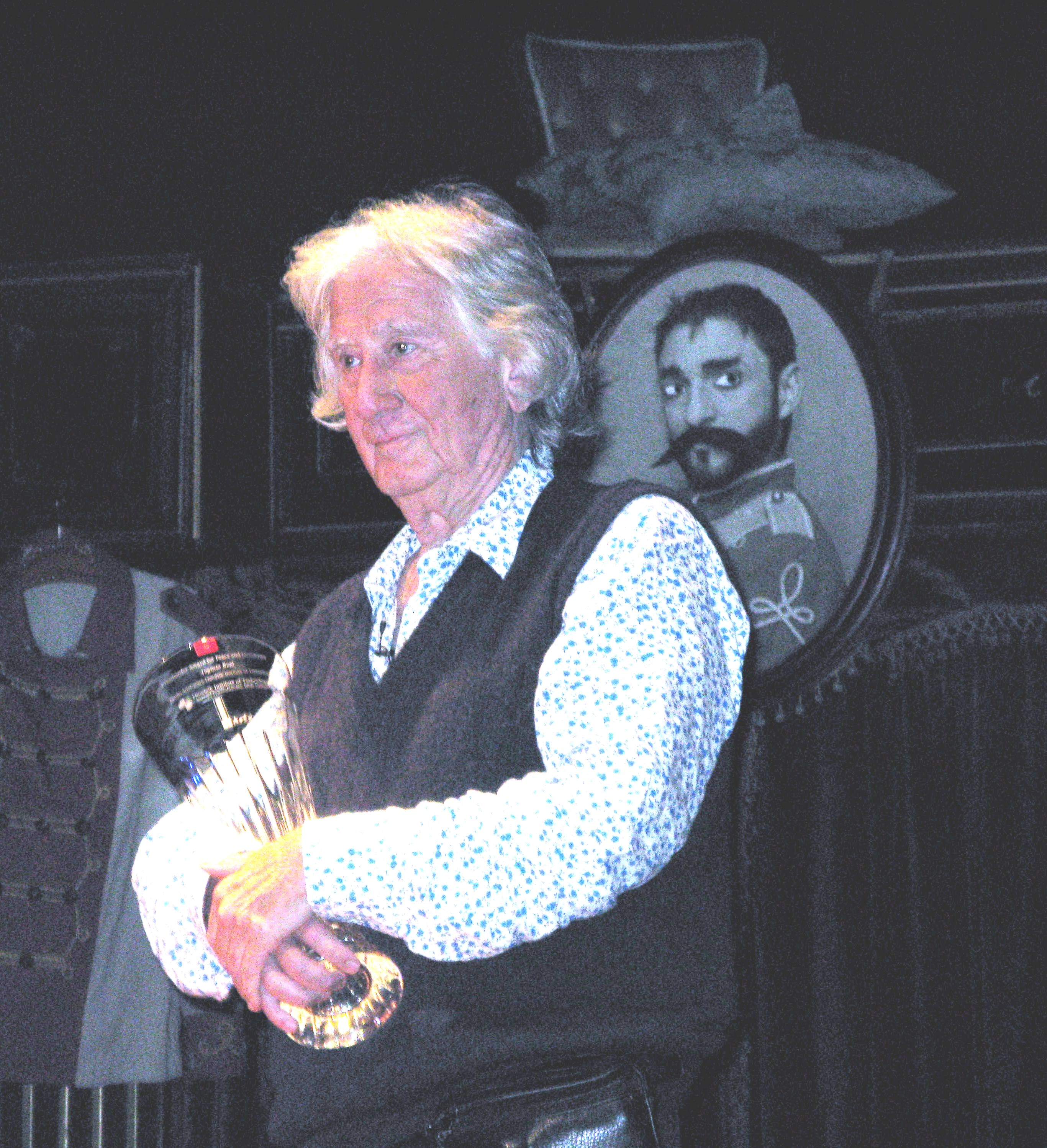
Augusto Boal

Legislatives Theater dient zur Demokratisierung der Politik durch Theater und wurde aus dem „Theater der Unterdrückten“ von Augusto Boal in seiner Zeit als Vereador (Stadtrat oder Senator) der Stadt Rio de Janeiro in Brasilien 1991 bis 1996 entwickelt. Die Themen waren: Umwelt, Altersmedizin, Behindertenrechte, Benachteiligung von Homosexuellen, Landlosenbewegung, Frauenfragen, häusliche Gewalt, Aidsprävention.
Als Theaterleiter verwandelte Augusto Boal die Zuschauer in Schauspielende, als Stadtrat oder Senator verwandelte er die Wähler zu Gesetzgebenden. Seine Theatergruppe erarbeitete mit den Bürgerinitiativen in der Stadt die Darstellung der Probleme. In kleinen Festivals tauschten sie diese aus und verbesserten sie, dann stellten sie die Szenen der Bevölkerung zur Veränderung vor. Die Anregungen wurden für Gesetzesvorschläge notiert und weiterverarbeitet.
Das Projekt bringt nicht nur die Probleme der Bewohnerkreise ins Rathaus, sondern auch das Geschehen in der „Kammer“ in die Außenwelt: Schauspieler und Schauspielerinnen bringen Szenen und Texte von Sitzungen in den öffentlichen Raum.
Die Ausgangs- und Grundform ist das Forumtheater. In seinen Stücken ist die Zentralfigur eine unterdrückte Person, die ihre Wünsche nicht verwirklichen kann, weil sie durch eine Figur der Unterdrückung daran gehindert wird. Im ersten Durchlauf soll das Publikum nur zusehen, dann beginnt die Szene von vorne und der Joker oder der Spielleiter regt die Zuschauenden an in die Szene zu gehen und die Zentralfigur zu ersetzen, um einen anderen Ausgang der Situation zu probieren und so viele mögliche Alternativen zu erproben.
Die Berichte aus Rio de Janeiro brachten beim Internationalen Festival des Theaters der Unterdrückten in Toronto 1997 so große Resonanz, dass eine europäische Konferenz in München die Anliegen und Übertragungsversuche in den verschiedenen Ländern zusammentrug. Eine erste Aufführungsreihe im Rathaus München brachte symbolische Szenen und Themen ins Spiel des Auditoriums, die Boal dann unter Symbolism in Munich als letztes Kapitel in sein Buch aufnahm.
In der Zwischenzeit wurden in Wien und Berlin weitere langfristige Projekte durchgeführt, in Wien mit der Justiz, in Berlin mit Initiativen und Verbänden. Gegen eine breitere Erprobung in Deutschland steht die Stimmung, die Gesetzgebung im Parteiendiskurs zu erledigen, statt breite demokratische Mitwirkung zu suchen.